# Ostróda
Ostróda (en allemand : Osterode, en vieux-prussien : Austrāti) est une ville de Pologne dans la voïvodie de Varmie-Mazurie. Cette ville est la 4e plus grande ville de Varmie-Mazurie.

## Géographie
| Małdyty 35 km | Morąg 29 km    | Dobre Miasto 53 km |
| Iława 33 km   | Ostróda        | Olsztyn 40 km      |
| Lubawa 30 km  | Lidzbark 59 km | Olsztynek 32 km    |

## Histoire

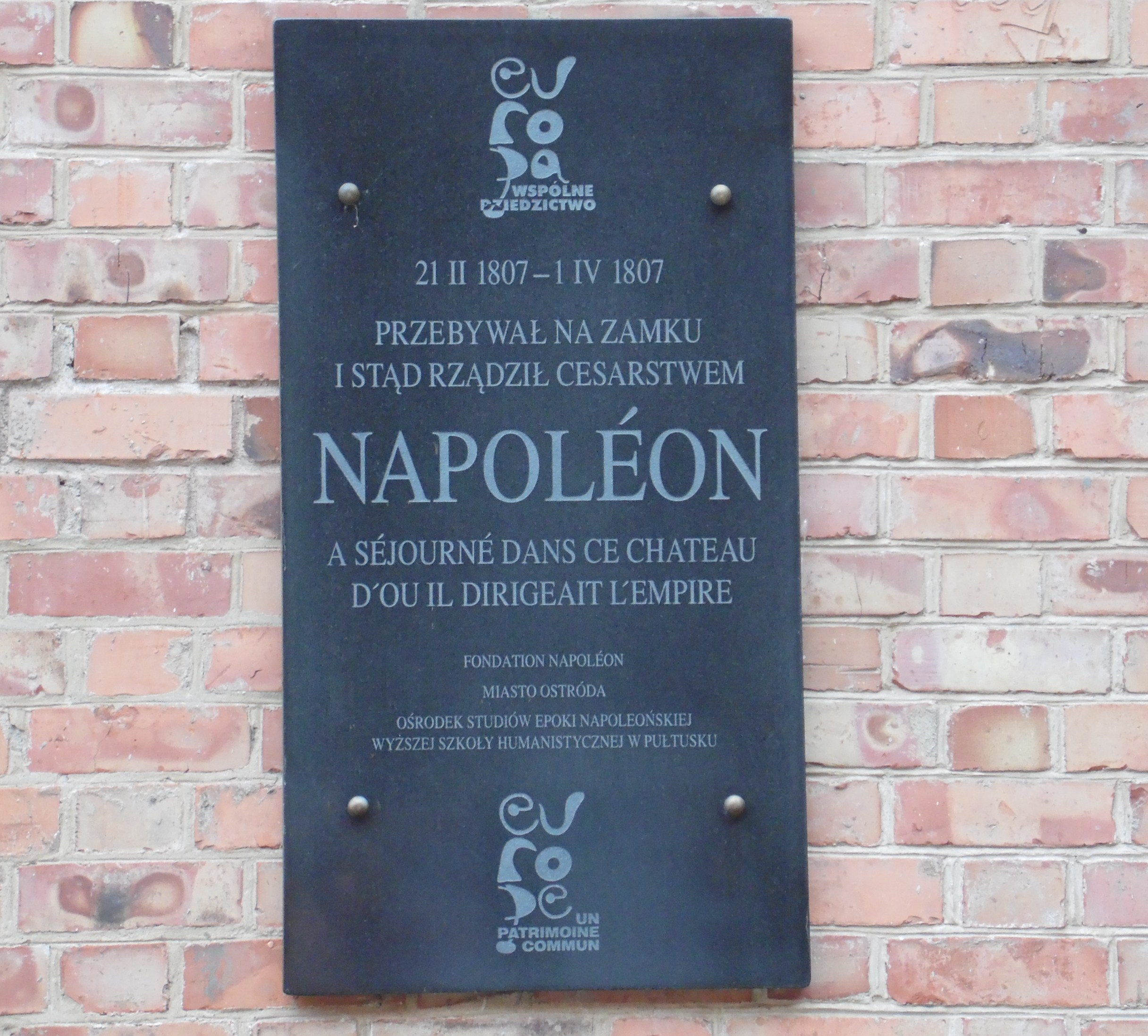
Plaque à la mémoire de à Ostróda.

Au début du XIVe siècle, les chevaliers Teutoniques édifient une forteresse en bois sur un territoire précédemment occupé par une tribu Pomésanienne. Les premiers colons (peut-être venus de la ville allemande de Osterode am Harz) s'établissent à proximité.
Après la bataille de Grunwald en 1410, le chevalier Nicolas de Durąg s'empare briévement de la ville et du château. En 1440, la ville rejoint l'Union prussienne. En 1519, pendant la guerre du Royaume de Pologne contre l'État teutonique (1519–1521), Ostróda est capturée par les troupes de Sigismond Ier.
En 1525, Osterode fait partie du duché de Prusse, fief du royaume de Pologne. De 1633 à 1643 le prince Jean-Christian de Brzeg, duc de Brzeg et de Legnica, alors en exil, assure l'administration directe d'Ostróda, où il réside avec sa famille jusqu'à sa mort. Sa deuxième épouse, Anne Edwige von Sitzsch est inhumée dans l'église Saint-Dominique.
En 1701, le duché de Prusse devient Royaume de Prusse. Du 21 février au 1er avril 1807, le château d'Ostróda héberge Napoléon Bonaparte. À partir de 1818, Osterode est le chef-lieu de l'arrondissement d'Osterode-en-Prusse-Orientale (de).
Le 11 juillet 1920, lors du Plébiscite de Warmie-Mazurie organisé sous le contrôle de la Société des Nations, les habitants d'Ostróda votent à 97,81 % pour rester Allemands contre 2,19 % pour devenir Polonais. Le 21 janvier 1945 l'Armée rouge s'empare de la ville sans combat. Elle sera cependant détruite à 70 %.
Après la conférence de Potsdam, Ostróda devient polonaise. De 1975 à 1998, Ostróda fait partie de la voïvodie d'Olsztyn. Conséquence de la réforme territoriale de 1999, elle fait désormais partie de la voïvodie de Varmie-Mazurie.

## Monuments
- Le château des chevaliers teutoniques (pl)
- Jetée sur le lac Drwęca
- L'église évangélique
- Canal d'Elbląg

## Galerie

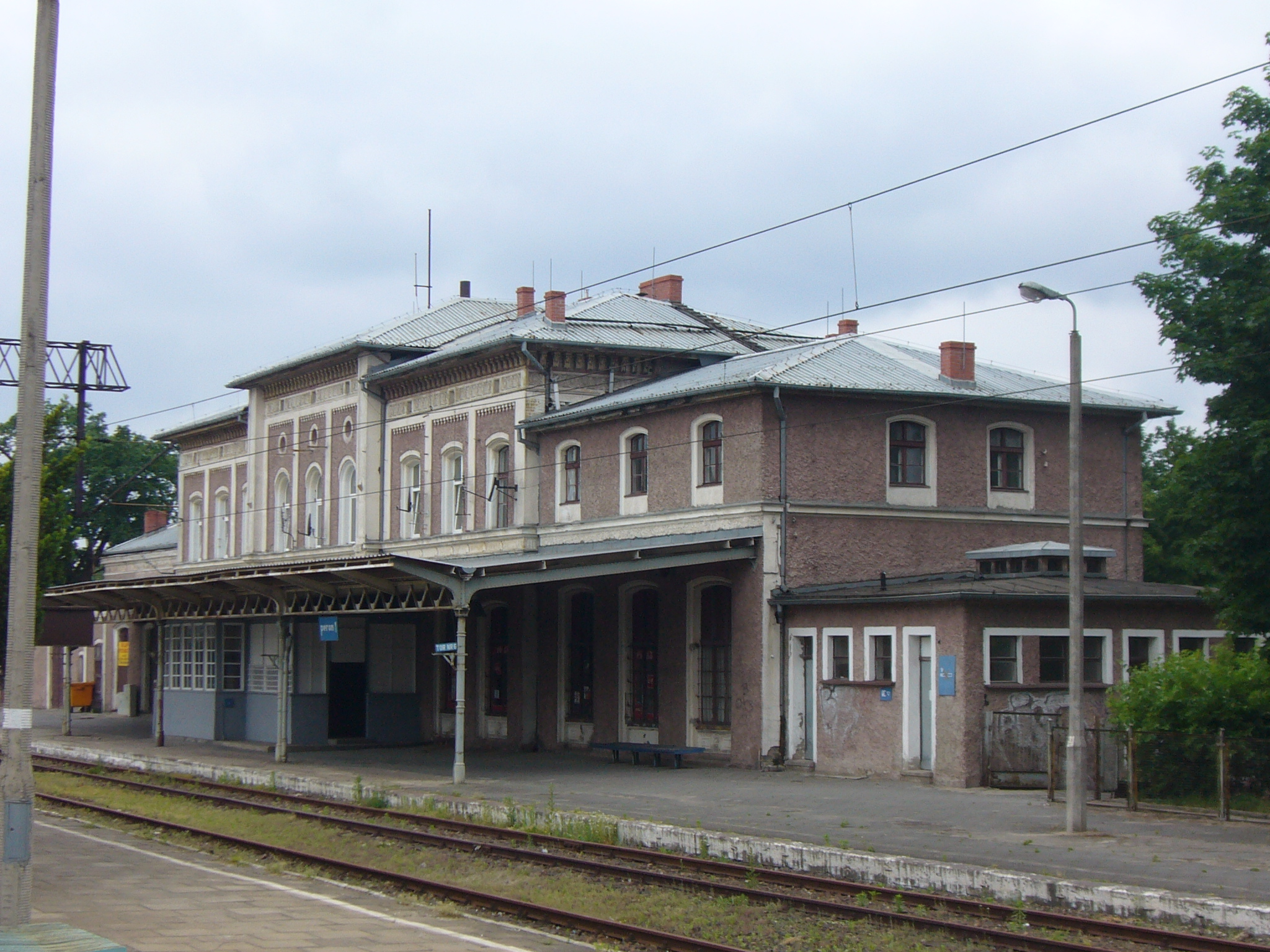
La gare d'Ostróda.
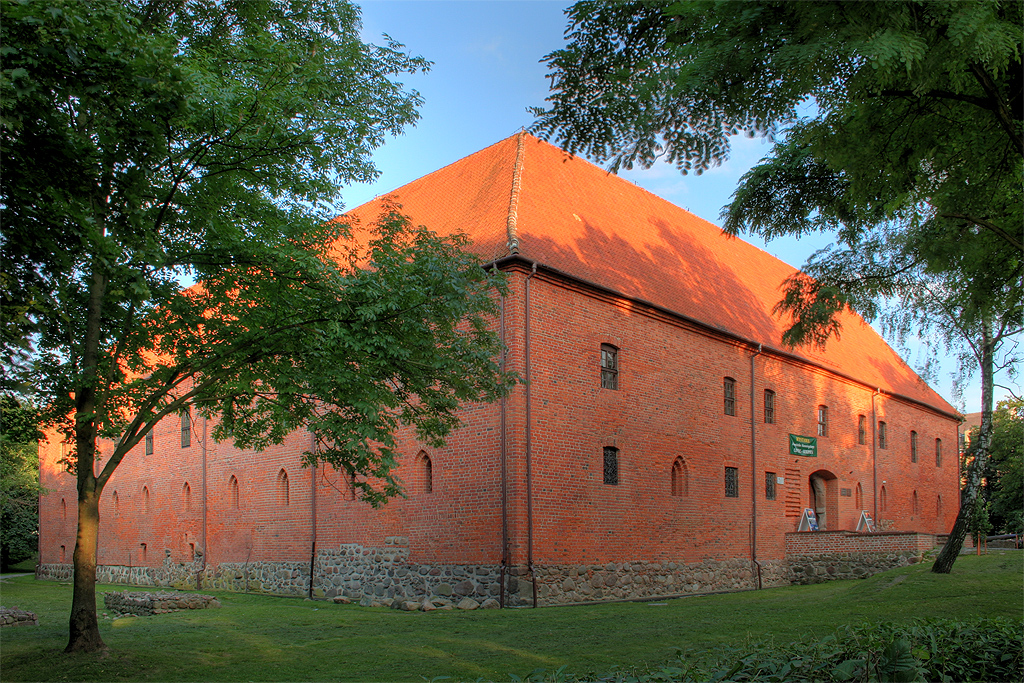
Le château des chevaliers teutoniques.
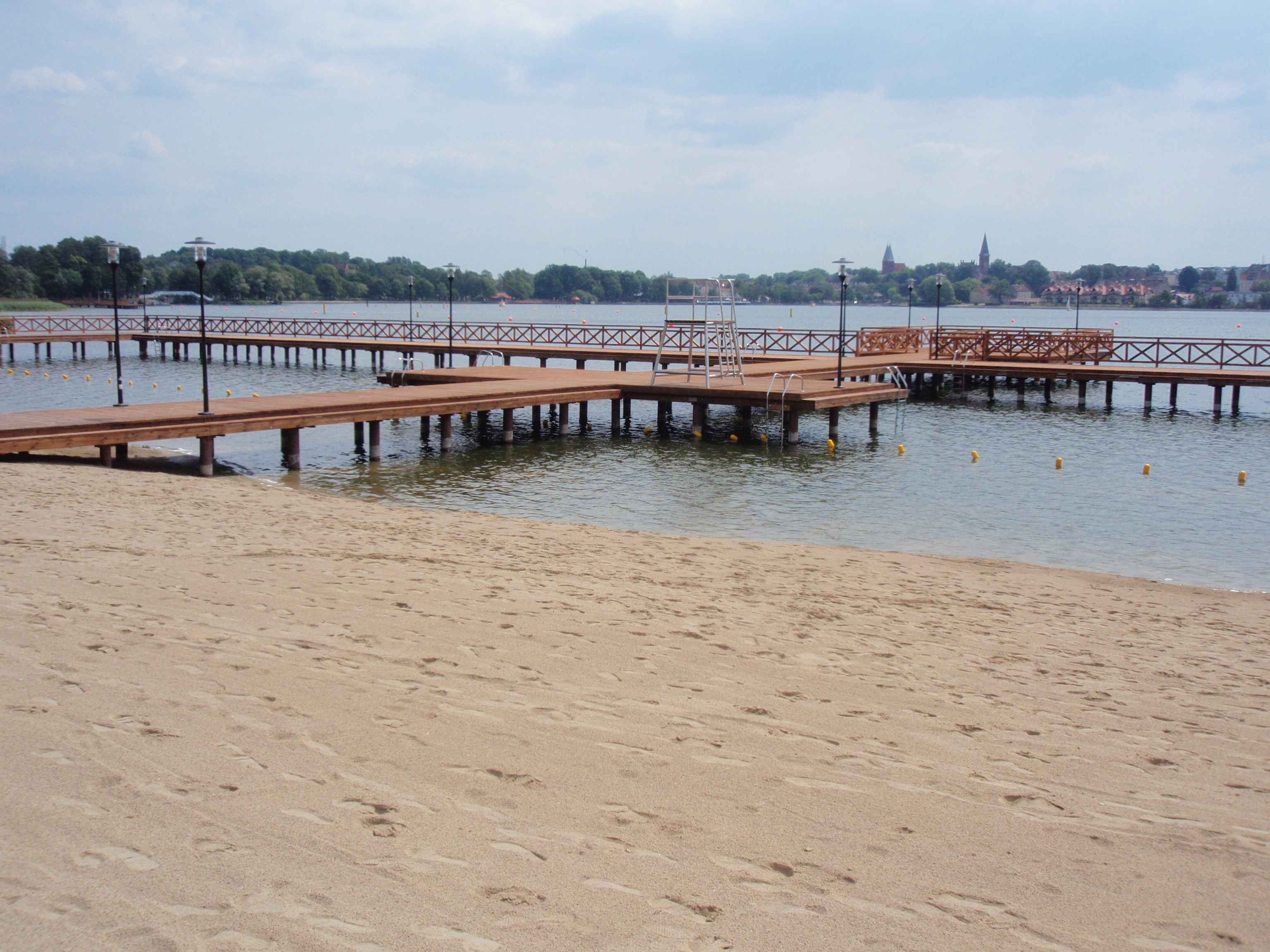
La plage sur le lac Drwęckie.
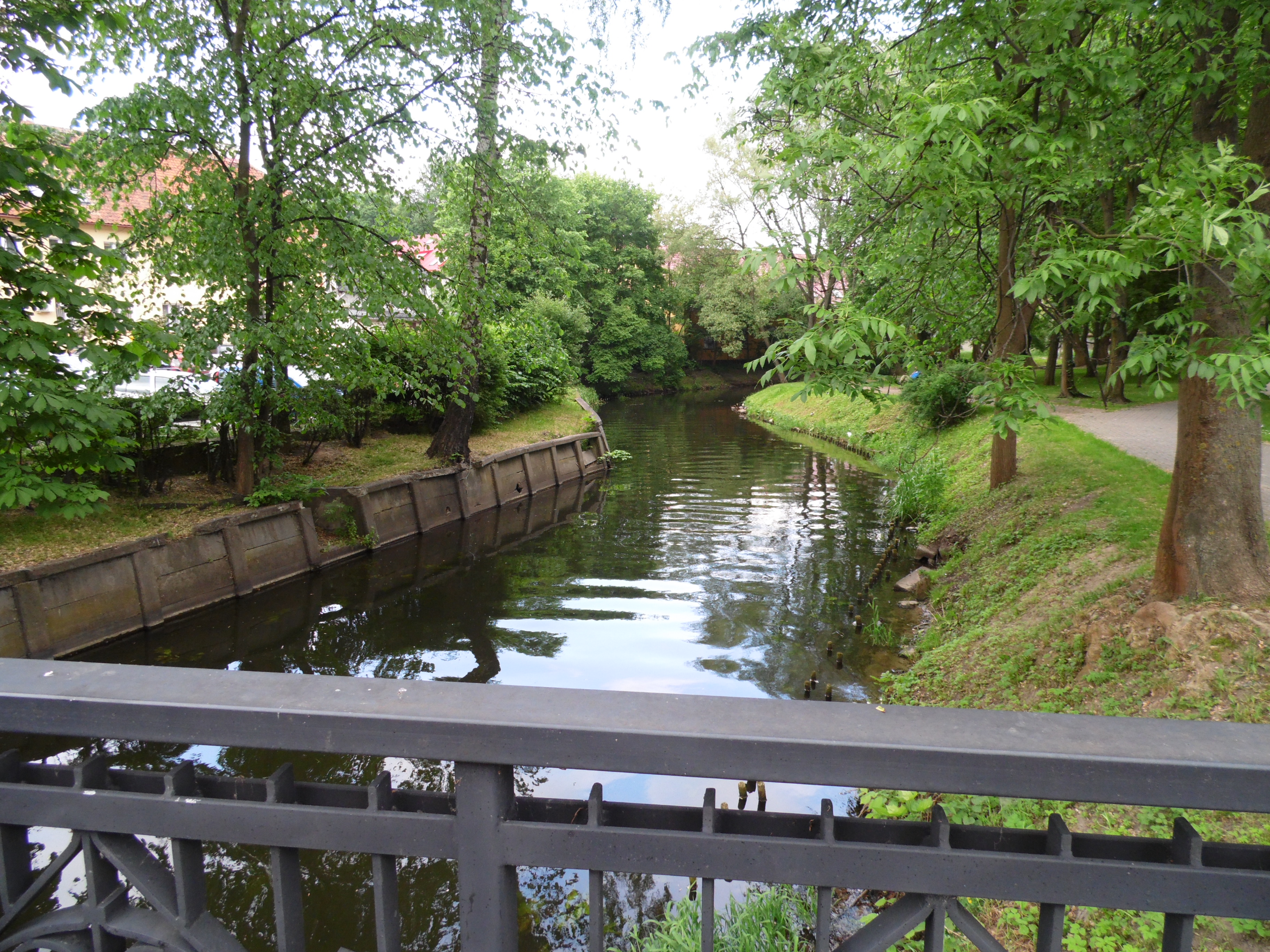
La rivière Drwęca.
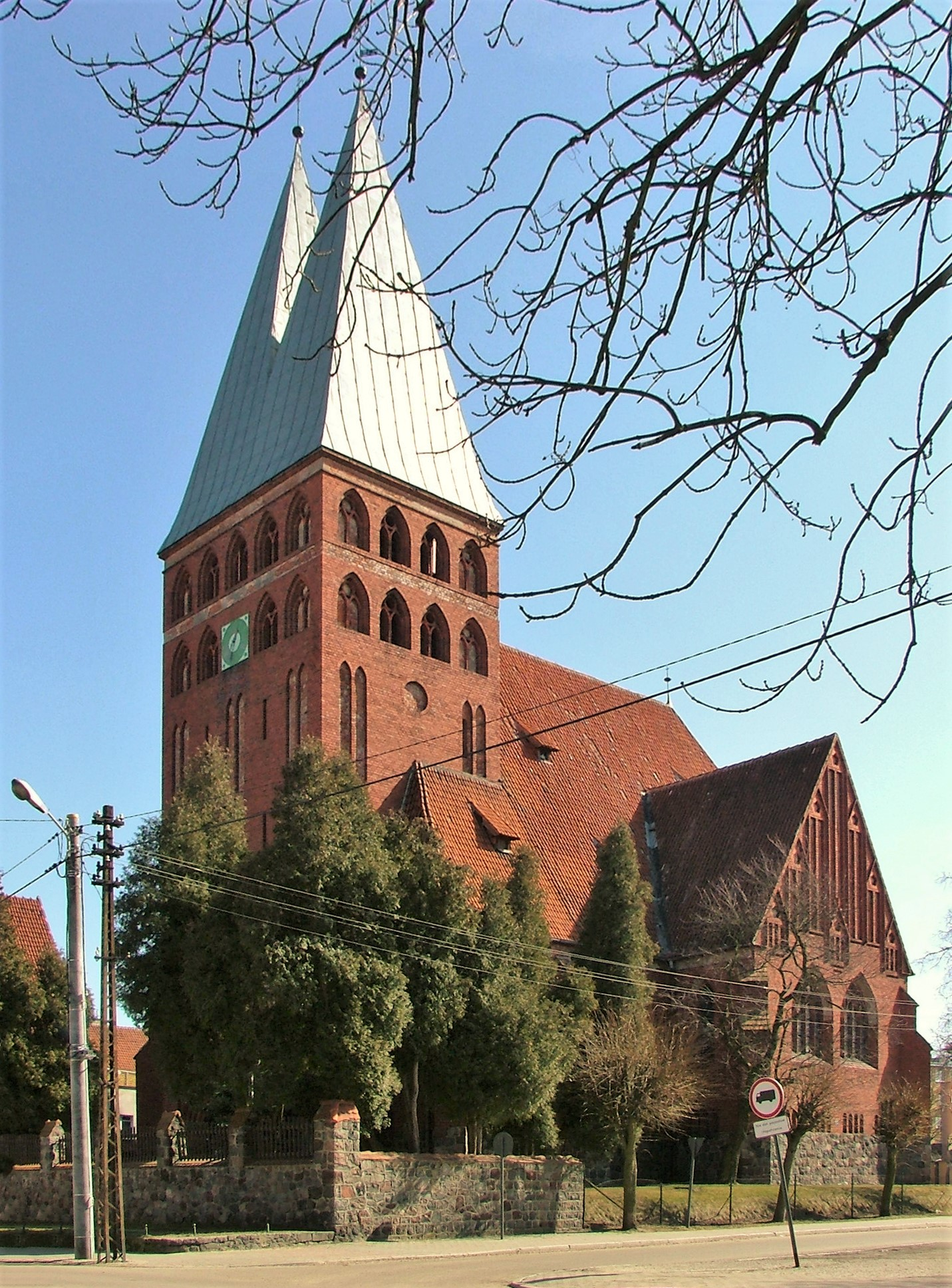
L'église évangélique.

## Personnalités

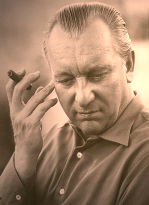
Hans Hellmut Kirst.

- Christian Jakob Kraus, philosophe, économiste, linguiste allemand, né à Ostróda, le 27 juillet 1753,
- Paul Dahlke, physicien, précurseur du bouddhisme en Allemagne, né à Ostróda, le 25 janvier 1865,
- Bruno Karczewski, oberstleutnant de la Wehrmacht, né à Ostróda, le 18 mars 1913,
- Hans Hellmut Kirst, journaliste et écrivain allemand, né à Ostróda, le 5 décembre 1914,
- Werner Olk, ancien joueur et entraîneur de football allemand, né à Ostróda, le 18 janvier 1938,
- Kacper Sezonienko (2003-), footballeur polonais né à Ostróda.

## Jumelages
- Osterode am Harz (Allemagne)
- Neman (Russie)
- Šilutė (Lituanie)
- Tauragė (Lituanie)

## Transports
- Les 84 kilomètres du Canal d'Elbląg, relient Ostróda à Elbląg
- La ligne 257 des chemins de fer polonais relie Ostróda à Miłomłyn
- La ligne 353 relie Poznań à Zheleznodorozhny (Oblast de Kaliningrad), en passant par Ostróda
- La route nationale  Elbląg - Ostróda - Olsztynek - Mława - Varsovie
- La route nationale  Toruń - Brodnica - Ostróda
- La route nationale  Grudziadz - Iława - Ostróda - Olsztyn - Mrągowo
- Ostróda est à 143 kilomètres de l'aéroport Lech Wałęsa de Gdańsk, 223 kilomètres de l'aéroport Frédéric-Chopin de Varsovie, 308 kilomètres de l'aéroport Władysław Reymont de Łódź, et à 36 kilomètres de l'aéroport régional d'Olsztyn-Mazurie.